# Gerronema melanomphax
Gerronema melanomphax är en svampart som beskrevs av Singer 1951. Gerronema melanomphax ingår i släktet Gerronema och familjen Marasmiaceae.   Inga underarter finns listade i Catalogue of Life.